# تابع هارمونیک
تابع هارمونیک در ریاضی، فیزیک ریاضی و نظریهٔ فرایندهای تصادفی به توابع حقیقی گفته می‌شود که دارای مشتقات جزئی مرتبه دوم پیوسته بوده و در معادلهٔ لاپلاس صدق کنند. به عبارت دیگر:
{\displaystyle {\frac {\partial ^{2}f}{\partial x_{1}^{2}}}+{\frac {\partial ^{2}f}{\partial x_{2}^{2}}}+\cdots +{\frac {\partial ^{2}f}{\partial x_{n}^{2}}}=0}
که می‌توان آن را به‌صورت
{\displaystyle \nabla ^{2}f=0}
یا
{\displaystyle \textstyle \Delta f=0}
نشان داد.

## همساز-بودگی ضعیف
قصد داریم مفهوم همسازی تابع را به رده‌ای موسّع‌تر از توابع دو مرتبه مشتق-پذیر گسترش دهیم. از {\displaystyle \nabla ^{2}f=0} نتیجه می‌گیریم که به ازای هر تابع هموار فشرده-محمل، برای مثال {\displaystyle g}، داریم {\displaystyle g\nabla ^{2}f=0}. در نتیجه، با انتگرال‌گیری جزء به جزء، در این حالت قضیّه گاوس-گرین-استروگرودسکیی، و از آن‌جا که جملات ِ مرزی به سبب ِ فشرده-محمل بودن ِ {\displaystyle g}  صفر خواهند بود،  خواهیم داشت:
{\displaystyle \int g\nabla ^{2}f=-\int \nabla g\nabla f=0}
در این تعریف کفایت می‌کند که تابع {\displaystyle g} یک مرتبه مشتق‌پذیر ضعیف با مشتق در فضای {\displaystyle L^{2}} باشد، به بیان فنّی‌تر، در فضای سُبُلف  {\displaystyle H^{1}}. هر تابع با چنین شرایطی ضعیفاً همساز نامیده می‌شود.